# Marcha dos 100 mil de Brasília em 1999
A Marcha dos 100 mil de Brasília em 1999 (também conhecida como Marcha de Brasília em 26 de Agosto, Marcha no Distrito Federal em 26 de Agosto, Marcha de Brasília, Marcha no Distrito Federal, ou simplesmente, Marcha de 26 de Agosto de 1999), foi uma manifestação organizada em Brasília, capital do Distrito Federal e do Brasil, realizada por entidades da sociedade civil, sindicatos e por partidos da oposição (que era liderado pelo Partido dos Trabalhadores), realizado durante o dia 26 de Agosto de 1999.
Foi a primeira grande manifestação contra o Governo FHC em seis anos. A marcha também protestava contra a corrupção da qual a oposição acusava o Governo Federal. A manifestação foi marcada pela presença de vândalos que arremessavam pedras, pilhas, esferas, pedaços de metal e outros tipos de materiais contra as forças policiais, que não reagiram à agressão.

## Antecedentes
As ações do Governo do presidente Fernando Henrique Cardoso causaram insatisfações em alguns setores da sociedade brasileira, em especial, as relacionadas com o programa de venda de empresas estatais. Também dividia os brasileiros a possibilidade do impeachment do Presidente por conta das investigações sobre o caso da privatização da Telebrás (o que nunca ocorreu), o inconformismo com denúncias sobre corrupção, a CPI sobre a privatização da Telebrás.
A manifestação foi marcada no início de Agosto de 1999, em meio da queda de popularidade do Presidente da República, Fernando Henrique Cardoso, do PSDB (chegando entre 40% a 50% de rejeição, segundo pesquisas de maio a julho de 1999), pelos resultados negativos de combate ao desemprego que atingiu mais de 10 milhões de brasileiros (só 1 milhão em até Julho de 1999, por causa da crise de 1998-1999), pela alta de juros altos que impede a produção industrial nacional e o comércio.

## A Marcha
Na manhã do dia 26 de agosto, como havia sido previsto, a marcha começou nas áreas pobres do Distrito Federal e desembocou na Esplanada dos Ministérios no início de tarde.
A marcha reuniu também integrantes dos partidos da oposição do país: PT, PDT, PL, PSTU, PCB, PC do B, parte do PMDB, entre partidos menores, apesar dos esquerdistas serem a maioria.[carece de fontes?]
Na verdade, o protesto de Brasília coincidiu com manifestações dos ruralistas em vários estados brasileiros, em protesto contra os efeitos da economia, pois foram prejudicados pela alta do dólar, o que os obrigou a aumentarem os preços de seus produtos.
A imprensa cobriu a marcha, sendo destaques em abertura nos telejornais das redes Globo, SBT, Record, Bandeirantes, TV! (ex-Manchete), CNT, TVE Brasil, TV Cultura, Mulher e Família.

## Depois da Marcha
- Em 27 de agosto, telejornais e jornais deram destaque a manifestação, inclusive aos ruralistas, repetindo as matérias de 28 de agosto.
- A repercussão foi tanta que passou a ser vista como sinal de alerta ao Presidente Fernando Henrique Cardoso para que revesse os rumos do governo para tentar evitar derrotas eleitorais em 2000 e 2002, o que realmente ocorreu naqueles anos.
- O Presidente Fernando Henrique Cardoso, ao saber que a marcha era quase somente composta de partidos de esquerda, a chamou de golpista e comparou às marchas que antecederam a queda de João Goulart em 31 de março de 1964 (o Presidente foi preso pelo Regime Militar e obrigado a exilar-se do Brasil).
- A Senadora Marina Silva (PT-AC) e líder do chamado “Bloco da Oposição” no Senado, disse no dia 27, que a "Marcha dos 100 Mil", marcou o florescimento de uma sociedade que passou a dizer também o que o povo pensa, e não somente o que exprimem suas lideranças. "O movimento teve a força da primavera, que faz surgirem brotos em arvores murchas e desfolhadas". Para a Senadora, a sociedade mostrou-se capaz de se mobilizar por uma grande bandeira: o destino do país.[2]
- O Senador Luiz Otávio (PPB-PA), perguntado sobre os objetivos da marcha, lembrou que ninguém consegue fazer somente aquilo que quer. Disse também que o aval do Fundo Monetário Internacional (FMI), que monitora o sistema financeiro mundial, era essencial para se conseguir financiamento externo.[2]

## Controvérsias
- O cálculo do número de pessoas presente na marcha de Brasília é impreciso e disputado: Os organizadores do evento disseram à imprensa que reuniu mais de 100 mil pessoas no local. Porém, o governo do Distrito Federal calculou pouco mais de 40 mil. Segundo o jornal Folha de S. Paulo, com base em fotos aéreas, haveria aproximadamente 75 mil manifestantes.[3]
- Aliados do Governo FHC tentaram desqualificar o movimento, taxando o evento de uma "baderna sem rumo".
- A marcha foi vista mais tarde, como “palanque eleitoral” do PT para 2000 e 2002, pois foi o partido mais beneficiado do evento, em relação aos outros partidos da oposição, pois era o partido que tinha por bandeiras a “ética na política”, “todas as investigações sobre o Governo FHC” e “punição aos todos os políticos corruptos”.